# John Lanjesi
John Kintu Lanjesi (ur. 3 marca 1991 w Lilongwe) – piłkarz malawijski grający na pozycji środkowego obrońcy. Od 2016 jest zawodnikiem klubu Nyasa Big Bullets FC.

## Kariera klubowa
Swoją karierę piłkarską Lanjesi rozpoczął w klubie CivO United FC, w którym w sezonie 2010 zadebiutował w pierwszej lidze malawijskiej. W 2015 roku przeszedł do Mighty Wanderers FC, z którym w sezonie 2015 zdobył Puchar Malawi. W 2016 roku został zawodnikiem klubu Nyasa Big Bullets FC. Wraz z nim pięciokrotnie został mistrzem Malawi w sezonach 2018, 2019, 2020/2021, 2022 i 2023 oraz dwukrotnie wicemistrzem w sezonach 2016 i 2017. Zdobył też Puchar Malawi w sezonie 2022.

## Kariera reprezentacyjna
W reprezentacji Malawi Lanjesi zadebiutował 5 lipca 2011 w przegranym 0:1 towarzyskim meczu z Namibią, rozegranym w Mzuzu.